# Sabine Hack
Sabine Hack (ur. 12 lipca 1969 w Ulm) – niemiecka tenisistka, zwyciężczyni turniejów zawodowych w grze pojedynczej i podwójnej, zdobywczyni Pucharu Federacji.

## Życiorys
Niemiecka zawodniczka figurowała nieprzerwanie w czołowej pięćdziesiątce rankingu światowego w grze pojedynczej w latach 1990–1996. Pozostawała w cieniu bardziej znanych rodaczek Steffi Graf i Anke Huber, ale sama wygrała również cztery zawodowe turnieje w singlu oraz jeden w deblu. Była ponadto w czterech finałach turniejowych w singlu i jednym w deblu. Sezon 1994 zakończyła jako 19. rakieta świata, by w styczniu 1995 awansować na najwyższą pozycję rankingową w karierze - nr 13. Jako deblistka najwyżej została sklasyfikowana we wrześniu 1994, na 94. miejscu.
Najlepszy start w imprezie wielkoszlemowej zaliczyła w 1994 na French Open. Rozstawiona z numerem 16 (wówczas najniższym), dotarła do ćwierćfinału, gdzie uległa Hiszpance Conchicie Martínez w trzech setach. Również w 1994 była w IV rundzie (1/8 finału) Australian Open, gdzie wyeliminowała rozstawioną Zinę Garrison oraz powracającą do tenisa po kilkuletniej przerwie Tracy Austin, a przegrała ze Szwajcarką Manuelą Malejewą-Fragniere, która tym turniejem kończyła zawodniczą karierę. Była ponadto w IV rundzie French Open 1992, pokonała wówczas m.in. Mary Joe Fernández i uległa Natalli Zwierawej.
Miała na koncie zwycięstwa nad Conchitą Martínez, Arantxą Sánchez Vicario, Anke Huber i innymi czołowymi zawodniczkami. Trzykrotnie pokonała także czołową polską tenisistkę Katarzynę Nowak; najbardziej wyrównany pojedynek Nowak i Hack stoczyły w I rundzie Australian Open 1993, Niemka wygrała 6:4, 2:6, 7:5, ale w innym spotkaniu zdarzyło się także zwycięstwo Hack 6:0, 6:0. W efektowny sposób Sabine Hack sięgnęła po swoje ostatnie turniejowe zwycięstwo, w Dżakarcie w 1995. Jej finałowa rywalka Irina Spîrlea prowadziła już 6:2, 5:1, Niemka jednak odwróciła losy spotkania i triumfowała 2:6, 7:6, 6:4. Karierę zawodową, w trakcie której zarobiła na kortach niespełna milion dolarów, zakończyła po turnieju Australian Open 1997.
W latach 1992–1996 Hack występowała w reprezentacji Niemiec w Pucharze Federacji. Miała udział w końcowym zwycięstwie Niemek w 1992, chociaż w meczu finałowym z Hiszpankami nie grała. Jej łączny bilans w reprezentacji wyniósł 8 wygranych i 4 porażki, z czego 7 wygranych (przy 1 porażce) w grze pojedynczej.

## Zwycięstwa turniejowe
- gra pojedyncza
  - 1991 São Paulo
  - 1993 Kurytyba
  - 1994 Houston
  - 1995 Dżakarta
- gra podwójna
  - 1993 Kurytyba (z Veroniką Martinek)

## Finały turniejowe
- gra pojedyncza
  - 1989 Bastad
  - 1993 Houston
  - 1995 Palermo
  - 1996 Palermo
- gra podwójna
  - 1988 Ateny (z Silke Frankl)